# Contea di Ji (Shanxi)
La contea di Ji (吉县S, Jí XiànP) è una contea della Cina, situata nella provincia dello Shanxi e amministrata dalla prefettura di Linfen.